# Магакия (Орманян)
Магакия, Малахия (в миру Погос Орманян; 23 февраля 1841, Константинополь — 19 ноября 1918, Константинополь) — армянский религиозный и общественно-политический деятель, арменовед и философ. Крупный исследователь истории армянской церкви.  Константинопольский патриарх Армянской апостольской церкви (1896—1908).

## Биография
Магакия (при рождении Погос) Орманян родился 23 февраля 1841 года в квартале Бера Константинополя в семье армян-католиков. После получения начального образование продолжил обучение в армянском монастыре в Риме и духовной школе Ватикана. С осени 1860 года занимался преподавательской деятельностью в местном училище Антонян. В августе 1863 года был рукоположён в дьяконы, а потом — в иереи. В феврале 1877 года Орманян отрёкся от католичества, перешёл в лоно Армянской Апостольской Церкви и вернувшись в Константинополь, принял от руки армянского патриарха Константинополя Нерсеса Варжапетяна духовный сан архимандрита. После русско-турецкой войны 1877—1878 годов Орманян вместе с Н. Варжапетяном принял деятельное участие в подготовке документов и материалов о положении армян в Османской империи и разработке концепции Армянского вопроса.
Осенью 1879 года Орманян был назначен проповедником церкви Св. Георгия Просветителя в Галатии, где приобрёл славу церковного оратора. Спустя год, 14 апреля 1880 года, его избрали духовным предводителем армян Карина (Эрзрум). 20 июня 1886 Католикосом Всех Армян Макаром I был рукоположён в епископы. В 1887 году принял приглашение стать преподавателем Эчмиадзинской семинарии Армянской Апостольской Церкви. Через некоторое время Магакия Орманян вернулся в Константинополь и 18 ноября 1896 года был избран Патриархом армян Константинополя, которым оставался вплоть до 28 июля 1908 года.
В последующие годы проживал в Иерусалиме, занимался литературно-научной деятельностью в монастыре св. Иакова. Его перу принадлежит большое число трудов по истории армянской церкви, проблемам теологии, истории и культуры армянского народа. Магакия Орманян скончался 19 ноября 1918 года в Константинополе.

## Работы
Магакия Орманян знал несколько языков, являлся магистром теологии и философии, а также членом Римской академии богословия. Ему принадлежит множество работ и исследований, среди которых:
- Азгапатум («История нации»)
- Амапатум («Универсальная история»)
- Бедствие турецких армян. Исторические документы
- Раздумья и заветы в последний период жизни
- Армянская церковь и её история
- Словарь Армянской церкви
- Словарь ритуалов